# Farlete
Farlete è un comune spagnolo di 444 abitanti situato nella comunità autonoma dell'Aragona.